# Skybridge AirOps
Skybridge AirOps è stata una compagnia aerea regionale, controllata dall'omonimo spedizioniere merci, che effettuava servizi di linea, charter e aerotaxi. Attivata nel luglio 2005, a partire da settembre 2010 subentrò ad Air Dolomiti nel collegamento giornaliero tra Perugia e Milano-Malpensa. Quindi, nel 2013, tra Parma e Napoli, mentre il collegamento Milano-Salerno era stato interrotto nell'ottobre 2012.
A seguito della sentenza di fallimento pronunciata dal Tribunale di Velletri in data 12 febbraio 2014, il 18 febbraio ENAC, l'ente per l'aviazione civile, revocò la licenza di volo, causando la chiusura delle attività.

## Flotta

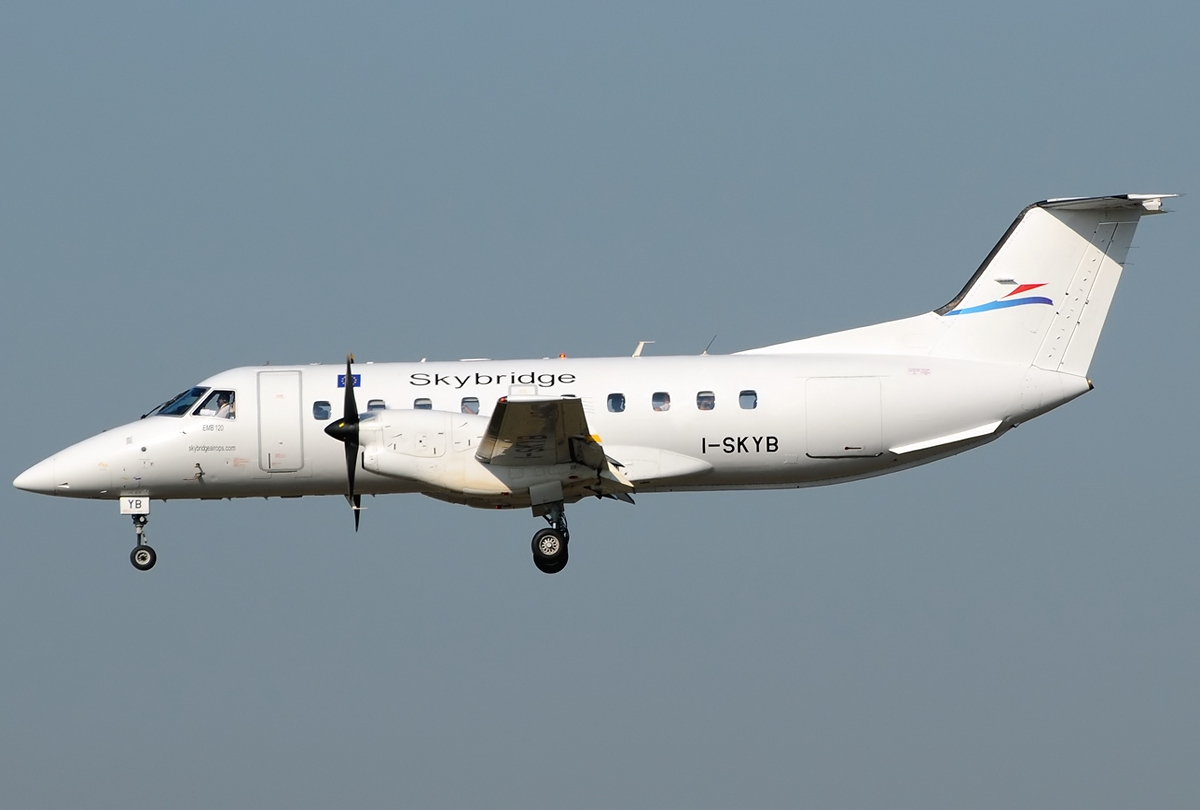
Un Embraer EMB 120 "Brasilia" di Skybridge AirOps

| Tipo di aereo              | In flotta |
| -------------------------- | --------- |
| Embraer EMB 120 "Brasilia" | 1         |
| Hawker 900XP               | 1         |